# Högestads församling
Högestads församling var en församling i Lunds stift och i Ystads kommun. Församlingen uppgick 2002 i Sövestadsbygdens församling.

## Administrativ historik
Församlingen har medeltida ursprung. 
Församlingen var till 1947 moderförsamling i pastoratet Högestad och Baldringe. Från 1947 till 1962 var församlingen annexförsamling i pastoratet Övraby, Benestad, Högestad och Baldringe. Från 1962 till 2002 var den annexförsamling i pastoratet Sövestad, Bromma, Hedaskoga, Högestad och Baldringe. Församlingen uppgick 2002 i Sövestadsbygdens församling.

## Kyrkor
- Högestads kyrka